# ヴージョ
ヴージョ(Vougeot)は、フランス東部ブルゴーニュ＝フランシュ＝コンテ地域圏コート＝ドール県南部にある、面積が1km2 にも満たない、人口も187人ほどの小さな村である。

## 地理
コート＝ドール県南部にあり、県庁所在地のディジョンの南19km、小郡庁舎のあるニュイ・サン・ジョルジュの北5kmのところにある。

## 人口統計
| 1962年 | 1968年 | 1975年 | 1982年 | 1990年 | 1999年 | 2006年 | 2009年 |
| ------ | ------ | ------ | ------ | ------ | ------ | ------ | ------ |
| 158    | 164    | 178    | 197    | 176    | 187    | 216    | 209    |